# 格奥尔根塔尔
格奥尔根塔尔（德語：Georgenthal，發音：[ˈɡeːɔʁɡn̩ˌtaːl]）是德国图林根州哥达县的市镇，面积79.15平方千米，2023年12月31日人口为7,179人。2019年12月31日，市镇莱纳塔尔、霍恩基兴和佩特里罗达并入格奥尔根塔尔。2024年1月1日，市镇黑伦霍夫并入格奥尔根塔尔。

## 友好城市
- 法國 孔福朗